# ヴィクトール・ドント
ヴィクトール・ドント（Victor Joseph Auguste D'Hondt、1841年11月20日-1901年5月30日）は、ベルギーの弁護士、セールスマン、ゲント大学のシビル・ローの法学者（ジュリスト）、数学者である。政党名簿比例代表における候補者への議席の割当てのため、1878年にドント方式を考案した。この方式は日本をはじめ、アルバニア、アルゼンチン、アルメニア、オーストリア、ベルギー、ブルガリア、チリ、コロンビア、クロアチア、チェコ共和国、デンマーク、エクアドル、フィンランド、イスラエル、北マケドニア共和国、オランダ、北アイルランド、パラグアイ、ポーランド、ポルトガル、スコットランド、スロベニア、セルビア、スペイン、スイス、トルコ、アイスランド、ウルグアイ、ウェールズを含む、多くの国で採用されている。修正型のドント方式は、ロンドン議会やスコットランド議会の選挙で用いられている。

## 著書
- Systeme pratique et raisonne de representation proportionnelle. Bruxelles, 1882.